# Ferenc (priimek)
Ferenc je priimek v Sloveniji, ki ga je po podatkih Statističnega urada Republike Slovenije na dan 1. januarja 2010 uporabljalo 206 oseb in je med vsemi priimki po pogostosti uporabe uvrščen na 2.070. mesto.

## Znani nosilci priimka
- Aleš Ferenc (*1967), plezalec in popotnik, avtor leposlovja in taborniških priročnikov; scenarist in režiser
- Manica Ferenc, vodja galerije Družina
- Matjaž Ferenc, arhitekt, oblikovalec
- Mitja Ferenc (*1960), zgodovinar, univ. profesor, zabavnoglasbeni in etno- pevec
- Robert Ferenc (*1967), policijski funkcionar
- Tjaša Ferenc Trampuš, producentka in svetovalka za folklorno dejavnost pri Javnem skladu RS za kulturne dejavnosti (JSKD)
- Tone Ferenc (1927 - 2003), zgodovinar 2. svetovne vojne, univ. profesor